# Herb Grzegorza XIII

Herb papieski Grzegorza XIII

Herb papieski Grzegorza XIII był oficjalnym herbem Stolicy Apostolskiej w czasie pontyfikatu Grzegorza XIII (1572-1585).

## Skład
Herb składa się z tarczy herbowej, dwóch kluczy św. Piotra, oraz tiary papieskiej umieszczonej nad tarczą. Tarcza była w kolorze czerwonym. Na tarczy przecięty złoty smok z rozłożonymi skrzydłami, broczący krwią. Tarcza pochodzi z herbu rodowego Boncompagnich, wywodzących się z Asyżu, od XIV wieku rezydujących w Bolonii. Papież Grzegorz XIII pochodził z tej rodziny. Papież Grzegorz XIII jako swoją dewizę wybrał sentencję: Aperuit et clausit (Otworzył i zamknął).